# Mats Björke

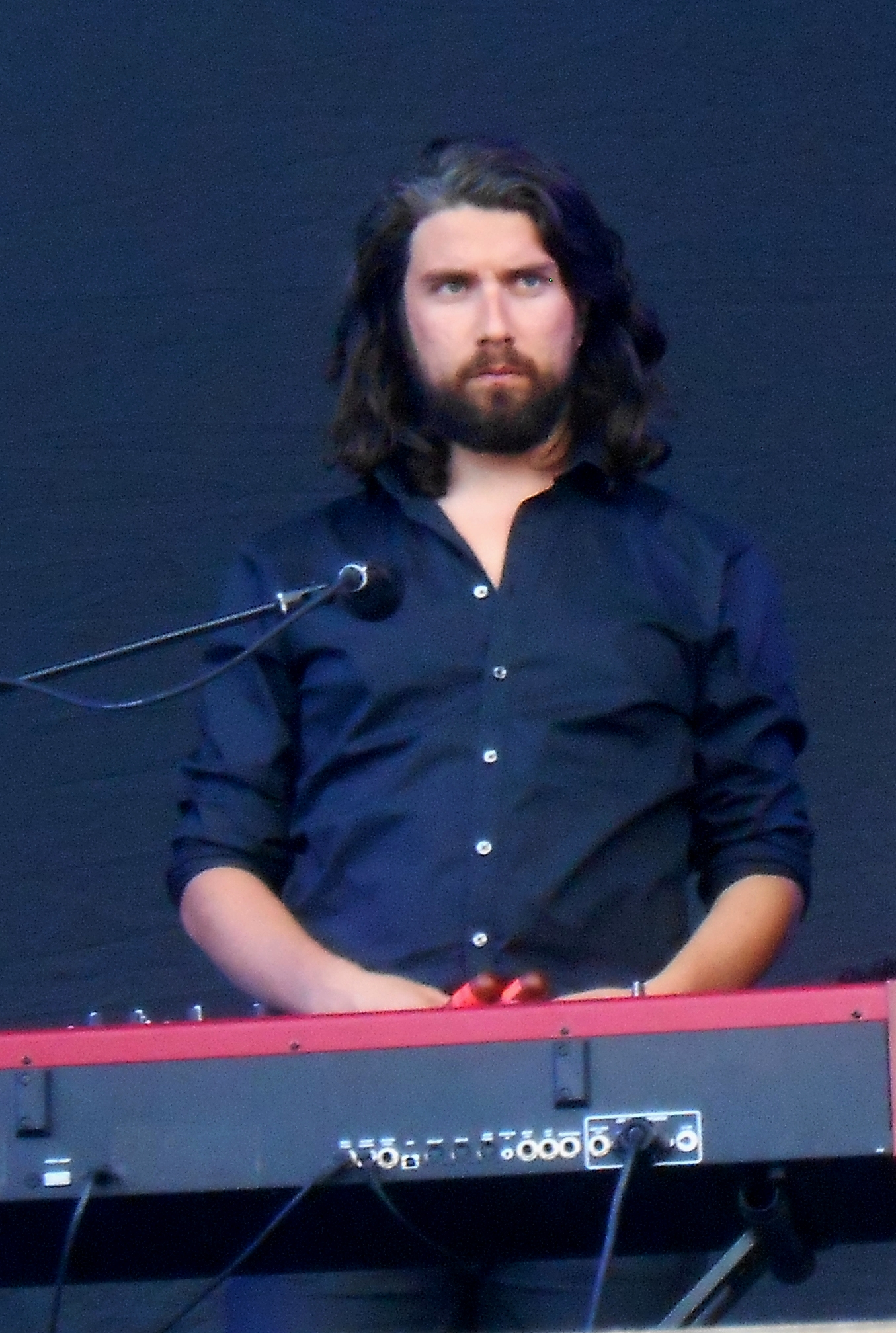
Mats Björke (Mando Diao)

Mats Anders Björke (* 10. Juni 1982 in Falun, Schweden) ist der ehemalige Keyboarder der schwedischen Rockband Mando Diao.

## Biographie
Mats Anders Björke wurde am 10. Juni 1982 in Falun geboren. Im Jahr 2002 übersiedelte er nach Stockholm, um sein Musikstudium zu beginnen, und spielte nebenbei in verschiedenen Bands. Im Frühling 2003 beendete er die musikalische Ausbildung und zog auch keinen Wechsel an einen anderen Ausbildungsort in Betracht. Als er erfuhr, dass Mando Diao nach dem Ausstieg von Daniel Haglund einen neuen Keyboarder suchten, bewarb er sich sofort. Zwei Monate später bekam er den Posten. Björke und Gustaf Norén kannten sich aus der Kindheit – sie waren gemeinsam aufgewachsen und hatten dieselbe Schulklasse besucht, hatten sogar in derselben Straße gewohnt. Gustaf Norén selbst bezeichnet es als „dumm, nicht sogleich an ihn gedacht zu haben“.
Zu Beginn war Mats Björke kein offizielles Bandmitglied; kurzzeitig wurde sogar öffentlich verlautbart, dass die Zusammenarbeit zu viert (Gustaf Norén, Björn Dixgård, Carl-Johan Fogelklou, Samuel Giers) viel besser funktioniere. Doch durch das viele gemeinsame Touren wuchsen die fünf zusammen, und im Jahr 2004 wurde Mats ein offizielles Mitglied der Band.
Dem Touren durch Schweden folgten bald Auftritte auf europäischen Festivals, in den USA und Japan. Jedes Album wurde ein größerer Erfolg als das vorhergegangene.
Bei MTV Unplugged - Above and Beyond im September 2011 war Björke auch an der Gitarre zu sehen.
Der größte Erfolg in ihrem Heimatland Schweden gelang der Band 2012 mit dem Album Infruset, der Vertonung von zehn Gedichten des schwedischen Dichters Gustaf Fröding.
Mats Björke ist auch als Produzent der schwedischen Indie-Rockband Caviare Days tätig.
Im November 2014 hat Björke Mando Diao verlassen, um sich anderen Tätigkeiten in der Musik zu widmen.

## Diskografie

### Mando Diao
- 2002: Bring ’em In (ohne Mats Björke)
- 2004: Hurricane Bar
- 2006: Ode to Ochrasy
- 2007: Never Seen the Light of Day
- 2009: Give Me Fire!
- 2012: Infruset

### Caviare Days
- 2012: Caviare Days